# Andrena lathyri
Andrena lathyri là một loài ong trong họ Andrenidae. Loài này được Alfken miêu tả khoa học đầu tiên năm 1899.